# Partido Gay, Lésbico, Bisexual, Transexual y Heterosexual / Todos Somos Iguales
El Partido Gay, Lésbico, Bisexual, Transexual y Heterosexual / Todos Somos Iguales (GLBTH/TSI), conocido en catalán como Partit Gai, Lésbic, Bisexual, Transexual i Heterosexual / Tot Som Iguals (GLBTH/TSI), en gallego como Partido Gai, Lésbico, Transexual e Heterosexual / Todos Somos Iguais (GLBTH/TSI) y en euskera como Alguna Arderdia Gai, Lesbiko, Bisexuala, Transexuala, eta Heterosexuala / Berdinak gara Guztiak (GLBTH/BGG), es una agrupación política española, siendo el segundo partido dedicado especialmente a la defensa de los derechos LGBT en dicho país y que participaba en elecciones.

## Historia
El partido surge en 2009 luego de un quiebre al interior del Partido de las Libertades Civiles. El grupo encabezado por Pere Mir presentó públicamente el nuevo partido el 12 de abril de 2009, siendo registrado oficialmente ante el Ministerio del Interior de España el 29 de abril del mismo año. Posee su sede en Hospitalet de Llobregat, mientras que también poseían delegaciones en Madrid, Bilbao, Vigo y Valencia. El mismo año el partido buscaba presentar candidaturas a las elecciones europeas, sin embargo no lograron reunir las 15 000 firmas necesarias.
Se definía como un partido estatal y de centro que buscaba defender a la diversidad sexual, así como también a inmigrantes y personas afectadas por la crisis de vivienda. La primera incursión electoral del GLBTH/TSI fue en las elecciones al Parlamento de Cataluña de 2010, en donde presentaron candidaturas en las provincias de Gerona y Tarragona, alcanzando 498 votos y sin obtener escaños.
Para las elecciones generales de 2011 el Partido Gay, Lésbico, Bisexual, Transexual y Heterosexual / Todos Somos Iguales concurrió en coalición con el partido Alternativa Motor y Deportes, creando la lista «Basta Ya, Agrupación Abierta de Partidos Políticos». Presentó candidaturas solo en Cantabria, obteniendo 380 votos y ningún escaño. Para el caso del Senado, Basta Ya presentó 3 candidaturas en Cantabria, entre ellas la de Pere Mir.
Si bien el GLBTH/TSI sigue inscrito en el Registro de Partidos Políticos del Ministerio del Interior, este no ha tenido actividad luego de las elecciones de 2011.

## Resultados electorales

### Congreso de los Diputados / Senado
| Elección | Congreso de los Diputados | Congreso de los Diputados | Congreso de los Diputados | Senado | Senado  |
| Elección | Votos                     | %                         | Escaños                   | Votos  | Escaños |
| -------- | ------------------------- | ------------------------- | ------------------------- | ------ | ------- |
| 2011A    | 380                       | 0,0%                      | 0/350                     | 1892   | 0/208   |

A Resultados correspondientes al total de la lista Basta Ya, Agrupación Abierta de Partidos Políticos.

### Parlamento de Cataluña
| Elección | Votos | % de voto | Escaños | Posición |
| -------- | ----- | --------- | ------- | -------- |
| 2010     | 498   | 0,02%     | 0/135   | 31.º     |